# Раллис, Димитрис
Дими́трис Ра́ллис (греч. Δημήτρης Ράλλης; род. 26 марта 2005, Зволле) — греческий футболист, нападающий клуба «Ягеллония».

## Клубная карьера
Раллис — воспитанник клубов КСВ’28, ПЕК Зволле и «Херенвен». 11 августа 2024 года в матче против столичного «Аякса» он дебютировал в Эредивизи в составе последнего. 27 сентября в поединке против «Хераклеса» Димитрис забил свой первый гол за «Херенвен». Летом 2025 года Раллис перешёл в польскую «Ягеллонию». 18 июля в матче против «Брук-Бет Термалика» он дебютировал в польской Экстраклассе.